# Caius Sallustius Crispus
Caius Sallustius Crispus (Amiternum, Kr. e. 86 körül – Róma, Kr. e. 35 körül) római politikus, történetíró.

## Életútja

### Ifjúkora
Sallustius pályafutásáról igen kevés adat maradt az utókorra. Születése és halála dátumát a legtöbben i. e. 86-ra és 35-re teszik. E két adat forrása Szent Jeromos világkrónikája, amely azonban pontos évszámokat nem közöl. A szerző haláláról tudósító hely szerint „Sallustius diem obiit quadriennio ante Actiacum bellum,” azaz Sallustius négy évvel az actiumi csata (i. e. 31) előtt hunyt el. Volt olyan kutató, aki szerint a „quadriennium” itt nem 35-re, hanem 34-re vonatkozik. Nehezíti a tisztánlátást az is, hogy nem a történetíró volt az egyetlen ismert Sallustius a korban, Marcus Tullius Cicero leveleiben sokszor emlegette például egy Cnaeus Sallustius nevű barátját.
Sallustius gyermek- és ifjúkorának, neveltetésének, politikai pályafutásának részletei még nehezebben rekonstruálhatók, mint születési és halálozási dátumai. Bizonyos, hogy a szabin Amiternum városában született, de családja anyagi helyzetéről nem állnak rendelkezésre közvetlen források. Ősei valószínűleg plebeiusok voltak, alapos neveltetése (és Cassius Dio egy megjegyzése) azonban arra enged következtetni, hogy apja már a lovagrendhez tartozott. Az Invectiva in Sallustium című – Cicerónak tulajdonított, valójában császárkori – irat szerint ifjúkorában kicsapongóan élt, tagja volt egy püthagoreus szektának, ahol idegen kultuszokat űztek, gyermekeket áldoztak. Cnaeus Gellius szerint házasságtörést követett el Titus Annius Milo feleségével, Faustával, illetve más római nőkkel is. Ezek a vádak azonban a kor politikai invektíváinak kötelező kellékei, nem bizonyíthatók. Arra sincs adat, hogy közéleti fellépése előtt, kortársaihoz hasonlóan, katonai szolgálatot teljesített volna.
Sallustius 60-as évekbeli tevékenységéről semmit sem tudunk: a Catilina összeesküvésében utal ugyan arra, hogy korán politikai pályára lépett, ennél pontosabb információnk azonban nincs. Bár 55 táján viselt quaestori tisztségéről csak az Invectiva tájékoztat, valószínűleg tényleg betöltötte ezt a posztot, hiszen a köztársaság-korban ez jelentette a politikai karrier első lépcsőjét, ezzel lehetett bejutni a senatusba.

### Politikusi pályafutása
Sallustius első bizonyítható hivatala a néptribunusi volt 52-ben. Ez az év consulok nélkül indult Rómában, mivel az 53-as választásokat zavargások miatt nem tudták megtartani. 52 januárjában a praetorságra pályázó Publius Clodius Pulchert meggyilkolták nagy ellenfele, Milo emberei. Életrajzírója, Quintus Asconius Pedianus szerint Sallustius ekkor Milo és Cicero ellen kezdte bujtogatni a tömegeket. E fellépésének köszönhette, hogy 50-ben az optimata censorok kizárták a senatusból. Ez a súlyos megaláztatás több évvel visszavetette karrierjét.
A Pompeius és Caesar között kirobbant háborúban utóbbi táborához csatlakozott. 49-ben Curicta szigetén próbált meg – eredménytelenül – katonai segítséget nyújtani a körülzárt Caius Antonius legatusnak. 47-ben Caesar Campaniába küldte, hogy lecsendesítse az africai hadjáratra várakozó, lázongó katonákat. 46-ban praetorként részese volt Caesar felvonulásának. Az utánpótlás megszervezésében és biztosításában mutatott tehetségét a hadvezér különleges módon hálálta meg: mint arról Appianosz és Cassius Dio is beszámol, Sallustiusnak adta a thapsusi csata után megszervezett Africa Nova provincia kormányzóságát proconsuli rangban. Sallustius ekkor már ismét a senatus tagja volt. 45-ben, hivatali éve lejártával, a provincia lakói be akarták vádolni zsarolás címén, és – ismét Cassius Dio szerint – csak Caesar pénze mentette meg a felelősségre vonástól és a senatusból való másodszori kizárás szégyenétől.

### Utolsó évei
Sallustius békésen vonulhatott vissza a politikai élettől. Provinciájában összeszedett vagyonából palotát és hatalmas kertet vett magának – utóbbit a császárkorban kezdték Horti Sallustiani (Sallustius kertjei) néven emlegetni. Tekintélyét, közéleti súlyát bizonyítja, hogy sértetlenül vészelte át a Caesar halála utáni vérzivataros időket, a második triumvirátus proscriptióit. Szent Jeromos szerint 44-ben feleségül vette Terentiát, akitől Cicero két esztendővel korábban vált el, ám ezt más források nem erősítik meg. Élete hátralévő részét történeti munkáinak megírásával töltötte: 42 körül készült el a Catilina összeesküvése, nem sokkal később, 40 körül a Iugurtha háborúja. Utolsó műve, a Korunk története befejezésére már nem maradt ideje.

## Történetírói munkássága
Sallustius a hanyatló köztársaság történetírója volt. Rodoszi Poszeidóniosz követőjeként úgy vélte, a római állam a harmadik pun háború idején, Karthágó i. e. 146-os elpusztításakor érte el „életpályája” csúcspontját, történetét azóta a megállíthatatlan hanyatlás jellemzi. A nagy ellenség legyőzése, a félelem elmúlása után megszűnt az egyes társadalmi csoportok közötti egyetértés, Róma polgárain úrrá lett a gőg és a vágyódás a könnyű élet után. Az egymást követő válságokért leginkább az arisztokrácia féktelen dicsőségvágya, hataloméhsége és korruptsága felel. Mondanivalója kifejezéséhez Sallustius a kronologikusan építkező annales helyett a problémaközpontú megközelítést lehetővé tevő és a római történetírásban Lucius Coelius Antipater által meghonosított monográfia műfaját választotta.

### Művei
A hatvanegy fejezetből álló Catilina összeesküvése (De coniuratione Catilinae vagy Bellum Catilinae) az i. e. 66 és 63 közötti események leírását foglalja magában. A Iugurtha háborúja (Bellum Iugurthinum) a Numidia ellen 111 és 105 között lezajlott hadműveleteket elemzi. A Korunk története (Historiae) Lucius Cornelius Sisenna munkájának folytatásaként a Sulla halála utáni évtized (i. e. 78–67) eseményeinek állít emléket. E műből csupán négy beszéd, két levél és ötszáz kisebb töredék maradt az utókorra.
Quintilianus szerint Sallustius-mű az Invektíva M. Tullius Cicero ellen (In M. Tullium Ciceronem invectiva), ám ez valószínűleg egy Augustus-kori rétoriskolában keletkezett. Szintén Sallustius neve alatt maradt fenn két levél az idős Caesarhoz az államról (Epistulae ad Caesarem senem de re publica), de a kutatók egy része ezek eredetiségét is vitatja, és keletkezésük idejét az i. sz. 1. századra teszi.

### Stílusa
Sallustius egyéni – Adamik Tamás ajánlása alapján szubjektív költőinek vagy intellektuálisnak nevezhető – stílusban írta műveit. Ennek egyik jellemzője a tömörség, a változatos és diszharmonikus mondatszerkezet. Az idősebb Seneca szerint a sallustiusi szövegből csak a gondolat csorbulása árán lehet bármit is elvenni. Az ifjabb Seneca és Quintilianus ezzel szemben a történetíró amputált mondatairól, szaggatott beszédmódjáról írt. Sallustius stílusának másik jellegzetessége a – Suetonius által is megemlített – homályosság, amelyet kihagyásos és ellentéten alapuló szerkesztéssel ért el. Gyakran használt archaizmusokat és neologizmusokat.

## Értékelése
Tacitus a római történetírás díszének, Hippói Szent Ágoston az „igazság ékes szavú történetírójának” nevezte. A 20. századi kutatók közül többen inkább tartják Thuküdidész-utánzó stílusművésznek, mint jelentős történetírónak. Hahn István szerint – az egyéniségében a politikust, a publicistát, az események leíróját és értelmezőjét ötvöző – Sallustius legnagyobb érdeme, hogy „saját korának, egy válságokkal terhes korszaknak jelenségeit a maguk kiábrándító valóságában látta meg és jegyezte fel”. Ernst Breisach abban látja jelentőségét, hogy „történeti munkái megerősítették a leíró és az elemző történetírás közötti hidat”.

## Latin szövegkiadások
- C. Sallusti Crispi Catilina, Iugurtha, Orationes Et Epistulae Excerptae De Historiis. Szerk.: Axel W. Ahlberg. Lipcse, 1919, Teubner
- C. Sallustius Crispus: Catilina, Iugurtha, Fragmenta ampliora. Szerk.: Alfons Kurfess. Stuttgart–Lipcse, 1991, Teubner
- Caius Sallustius Crispus: De coniuratione Catilinae et de bello Jugurthino libri I–II. Magy.: Holub Mátyás. Budapest, 1870–1871, Lampel
- Sallustius: De coniuratione Catilinae. Bev., jegyz.: Makk Ferenc – Tar Ibolya. Budapest, 1970, Tankönyvkiadó

## Magyarul
- Az Caivs Crispvs Salvstiusnac ket historiaia / Elseo Lvcivs Catilinanac az romai birodalom ellen valo orszag arulasarul / Masodic az nvmidiai Ivgvrta kiralynac az romaiak ellen viselt hadarul. Had viselöknec és minden renbeli embereknec hasznokra deakbol magyarra fordittatot Baronyai Detsi Janos altal; Johannes Fabricius, Nagyszeben, 1596 (hasonmásban 1979, Bibliotheca Hungarica antiqua)
- Sallustius C. C. épen maradt minden munkái; ford. Kazinczy Ferenc; Egyetem betűivel, Buda, 1836 (Római classicusok magyar fordításokban)
- Sallustius Caius Crispus munkái; ford. Vojdisek József; Lampel, Pest, 1862
- Jugurtha; ford., jegyz. Krajnyák Ede; Stampfel, Pozsony, 1881
- Catilinia; ford., jegyz. Kapossy Lucián; Stampfel, Pozsony, 1888 (Tanulók könyvtára)
- Caius Sallustius Crispus Munkái; ford. Vajdafy József, jav. Vajdafy Géza; Lampel, Bp., s.a. (Ó-kori klassikusok Római remekírók magyar fordításban)
- Catilina összeesküvése; ford. Kazinczy Ferenc, átdolg., bev., jegyz. Wirth Gyula; Lampel, Bp., 1902 (Magyar könyvtár)
- A Jugurtha-háború; ford., bev. Várdai Béla; Lampel, Bp., 1903 (Magyar könyvtár)
- Sallustius Crispus Caius összes munkái; latin szöveggond., ford., bev., jegyz. Cserép József; Franklin, Bp., 1910 (Görög és latin remekírók)
- "Bellum Jugurthinum" c. művének 9 első fejezete. A gimnázium 7. osztályának anyaga; teljes szójegyzék, szószerint és magyarosan ford. Pongrátz Elemér; Révai Ny., Bp., 1921 (Bangó tanintézet könyvtára)
- A Jugurtha-háború, 1-6.; ford., jegyz. Füzesi Sándor; Aczél, Bp., 1928-1929 (Diákkönyvtár)
- De coniuratione Catilinae Liber; ford., jegyz. Füzesi Sándor; Aczél, Bp., 1929 (Diákkönyvtár)
- C. Sallustius Crispus összes művei; ford. Kurcz Ágnes, szerk., jegyz. Zsolt Angéla; Magyar Helikon, Bp., 1978 (Bibliotheca classica)
- Az Caius Crispus Salustiusnak két históriája : Szeben 1596; Akadémiai, Bp. 1979 (Bibliotheca Hungarica antiqua)
- Catilina összeesküvése (ford. Kurcz Ágnes), online: http://mek.oszk.hu/06100/06151/06151.pdf

## Szakirodalom
- Michael von Albrecht: A római irodalom története I. Ford.: Tar Ibolya. Budapest, 2003, Balassi
- Karl Büchner: Sallust. Heidelberg, 1982, Winter
- Havas László: Sallustius kéziratos hagyományozódásához. Újabb szempontok a Szent Istvánnak tulajdonított „Intelmek” forrásaihoz. Debrecen, 2002, k. n.
- Horváth István Károly: Róma legélőbb történetírója. Tiszatáj, 1965. 7. sz. 576–578. o.
- Sallust. Szerk.: Viktor Pöschl. Darmstadt, 1981, Wissenschaftliche Buchgesellschaft
- Stephan Schmal: Sallust. Hildesheim, 2001, Georg Olms Verlag
- Sebestyén Károly: A római irodalom története – szemelvényekkel magyar írók latin műfordításaiból, Lampel Róbert (Wodianer F. és Fiai) Cs. és Kir. Udvari Könyvkereskedés Kiadása, 1902, 64–67. o.
- Leffler Sámuel: Római irodalomtörténet – A középiskolák felsőbb osztályai számára és a művelt közönség használatára, Lampel Róbert (Wodianer F. és Fiai) Cs. és Kir. könyvkereskedése, Budapest, 1903, 102–104. o.